# División de Honor femenina de rugby 2012-13
La temporada 2012-13 de la División de Honor femenina de rugby es la tercera de esta competición en la que participarán ocho equipos.

## Equipos participantes
| Equipo               | Ciudad             | Estadio                                     | Entrenador                        |
| -------------------- | ------------------ | ------------------------------------------- | --------------------------------- |
| Bizkarians RE        | Guecho (Vizcaya)   | Fadura                                      | Aitor Mezo                        |
| Complutense Cisneros | Madrid             | Campo Central de la Universidad Complutense | Jaime Marina                      |
| CRAT                 | La Coruña          | Campus de Elviña                            | Rogelio Sabio y Javier Lista      |
| GEiEG                | Gerona             | Complex Esportiu Palau Sacosta              | Coral Vila                        |
| Gòtics Rugby Club    | Barcelona          | La Foixarda                                 | Eva Serra                         |
| INEF Barcelona       | Barcelona          | Feixa Llarga (Hospitalet de Llobregat)      | Meritxell Urbiola (player-coach)  |
| CR Majadahonda       | Majadahonda        | Valle del Arcipreste                        | Carmen Blanco                     |
| Olímpico de Pozuelo  | Pozuelo de Alarcón | Valle de las Cañas                          | Cándido Fernández y Rocío Ramírez |

### Principales traspasos
| Jugadora                | Procedencia        | Destino              |
| ----------------------- | ------------------ | -------------------- |
| Carina Castillón        | UE Santboiana      | INEF Barcelona       |
| Anna Ramón              | FC Barcelona       | INEF Barcelona       |
| María Ribera            | Richmond FC        | INEF Barcelona       |
| Alysha Stone            | RG Heidelberg      | INEF Barcelona       |
| Laura Vázquez           | Agrária de Coimbra | CRAT                 |
| Silvia Vázquez          | Agrária de Coimbra | CRAT                 |
| Shaan Waru              | Eketahuna RFC      | CRAT                 |
| Patricia García         | RC Lons            | Olímpico de Pozuelo  |
| Svetlana Hess           | RG Heidelberg      | Olímpico de Pozuelo  |
| Rebecca Kearney         | CRC Madrid         | Olímpico de Pozuelo  |
| Marina Bravo            | CR Majadahonda     | Complutense Cisneros |
| Bibiana Gónzalez-Colaço | XV Sanse Scrum     | Complutense Cisneros |
| Mª Carmen Sequedo       | UE Santboiana      | Gòtics RC            |

## Clasificación
| \| \| Clasificación División de Honor Femenina 2012-2013 \| |                                                    |   |   |   |   |     |     |      |   |        |
|                                                             | Equipo                                             | J | G | E | P | PF  | PC  | +/-  | b | Puntos |
| 1                                                           | INEF Barcelona                                     | 7 | 7 | 0 | 0 | 314 | 57  | +257 | 5 | 33     |
| 2                                                           | Olímpico de Pozuelo                                | 7 | 6 | 0 | 1 | 317 | 73  | +244 | 7 | 31     |
| 3                                                           | CRAT                                               | 7 | 5 | 0 | 2 | 306 | 82  | +224 | 5 | 25     |
| 4                                                           | Complutense Cisneros                               | 7 | 4 | 0 | 3 | 181 | 160 | +21  | 4 | 20     |
| 5                                                           | CR Majadahonda                                     | 7 | 2 | 0 | 5 | 115 | 267 | -152 | 3 | 11     |
| 6                                                           | Bizkarians RE                                      | 7 | 2 | 0 | 5 | 96  | 219 | -123 | 2 | 10     |
| 7                                                           | GEiEG                                              | 7 | 2 | 0 | 5 | 113 | 262 | -149 | 2 | 10     |
| 8                                                           | Gòtics Rugby Club                                  | 7 | 0 | 0 | 7 | 36  | 357 | -321 | 1 | 1      |
|                                                             | Clasificación División de Honor Femenina 2012-2013 |   |   |   |   |     |     |      |   |        |

### Sistema de puntuación
- Cada victoria suma 4 puntos.
- Cada empate suma 2 puntos.
- Cuatro ensayos en un partido suma 1 punto de bonus.
- Perder por una diferencia de siete puntos o inferior suma 1 punto de bonus.

## Calendario

### 1.ª Jornada
|  | Local | vs. | Visita |  |  |

|  | Local | vs. | Visita |  |  |

|  | Local | vs. | Visita |  |  |

|  | Local | vs. | Visita |  |  |

### 2.ª Jornada
|  | Local | vs. | Visita |  |  |

|  | Local | vs. | Visita |  |  |

|  | Local | vs. | Visita |  |  |

|  | Local | vs. | Visita |  |  |

### 3.ª Jornada
|  | Local | vs. | Visita |  |  |

|  | Local | vs. | Visita |  |  |

|  | Local | vs. | Visita |  |  |

|  | Local | vs. | Visita |  |  |

### 4.ª Jornada
|  | Local | vs. | Visita |  |  |

|  | Local | vs. | Visita |  |  |

|  | Local | vs. | Visita |  |  |

|  | Local | vs. | Visita |  |  |

### 5.ª Jornada
|  | Local | vs. | Visita |  |  |

|  | Local | vs. | Visita |  |  |

|  | Local | vs. | Visita |  |  |

|  | Local | vs. | Visita |  |  |

### 6.ª Jornada
|  | Local | vs. | Visita |  |  |

|  | Local | vs. | Visita |  |  |

|  | Local | vs. | Visita |  |  |

|  | Local | vs. | Visita |  |  |

### 7.ª Jornada
|  | Local | vs. | Visita |  |  |

|  | Local | vs. | Visita |  |  |

|  | Local | vs. | Visita |  |  |

|  | Local | vs. | Visita |  |  |

## Fase de Ascenso
Equipos clasificados para la Promoción de ascenso a División de Honor Femenina de Rugby:

### Ligas Territoriales
| Pos   | Andalucía                | Canarias           | Castilla y León | Catalunya           | Com. de Madrid       |
| ----- | ------------------------ | ------------------ | --------------- | ------------------- | -------------------- |
| 1.º   | Universitario de Sevilla | CR Las Palmas      | CR Albéitar     | INEF Barcelona      | Olímpico de Pozuelo  |
| 2.º   | CR Málaga                | Univ. de La Laguna | ADUS            | GEiEG               | CR Majadahonda       |
| otros |                          |                    |                 | CEU Barcelona (3.º) | XV Sanse Scrum (4.º) |

| 1.º                                                                                       | Archivo:600px 600px pentasection vertical Black HEX-DE1100.svg CAU Valencia | Getxo RT    | Vegas Altas RC | CRAT              |
| 2.º                                                                                       | UPV Valencia                                                                | La Única RT | CR Badajoz     | Campus Ourense RC |
| Sombreados los equipos clasificados para la fase de ascenso a División de Honor Femenina. |                                                                             |             |                |                   |

### Desarrollo del torneo
Los cinco equipos aspirantes que se inscribieron en esta fase de ascenso se repartieron en 2 grupos. 
 
Grupo A:  XV Sanse Scrum y  Universitario de Sevilla

Grupo B:  Campus Ourense RC,  La Única RT y  CEU Barcelona

La fase de ascenso se disputó en el Polidepotivo Municipal Dehesa Boyal de San Sebastián de los Reyes (Comunidad de Madrid)
Partidos de grupos: 

Sábado 16 de marzo (12:00), CEU Barcelona 0-8 La Única RT (2x15 min) 

Sábado 16 de marzo (13:30), La Única RT 10-0 Campus Ourense RC (2x15 min) 

Sábado 16 de marzo (14:00), XV Sanse Scrum 10-3 Universitario de Sevilla (2x30 min) 

Sábado 16 de marzo (15:00), Campus Ourense RC 5-0 CEU Barcelona (2x15 min)
Partidos por el 3.º, 4.º y 5.º puesto: 

Domingo 17 de marzo (11:00), Campus Ourense RC 7-0 CEU Barcelona (2x15 min) 

Domingo 17 de marzo (11:45), Universitario de Sevilla 0-22 Campus Ourense RC (2x15 min) 

Domingo 17 de marzo (12:30), CEU Barcelona 3-0 Universitario de Sevilla (2x15 min)
Final: 

Domingo 17 de marzo (13:15), XV Sanse Scrum 10-5 La Única RT (2x30 min)
Clasificación final: 

1.º XV Sanse Scrum 

2.º La Única RT 

3.º CEU Barcelona 

4.º Universitario de Sevilla 

5.º Campus Ourense RC

### Promoción[1]
|  | Local | vs. | Visita |  |  |

|  | Local | vs. | Visita |  |  |